# テムカ
テムカ ( 英: Temuka) は、ニュージーランドのカンタベリー地方南部にある小さな町で、クライストチャーチから約142km南に位置する。
人口は4,660人 （2020年人口統計）。

## 歴史

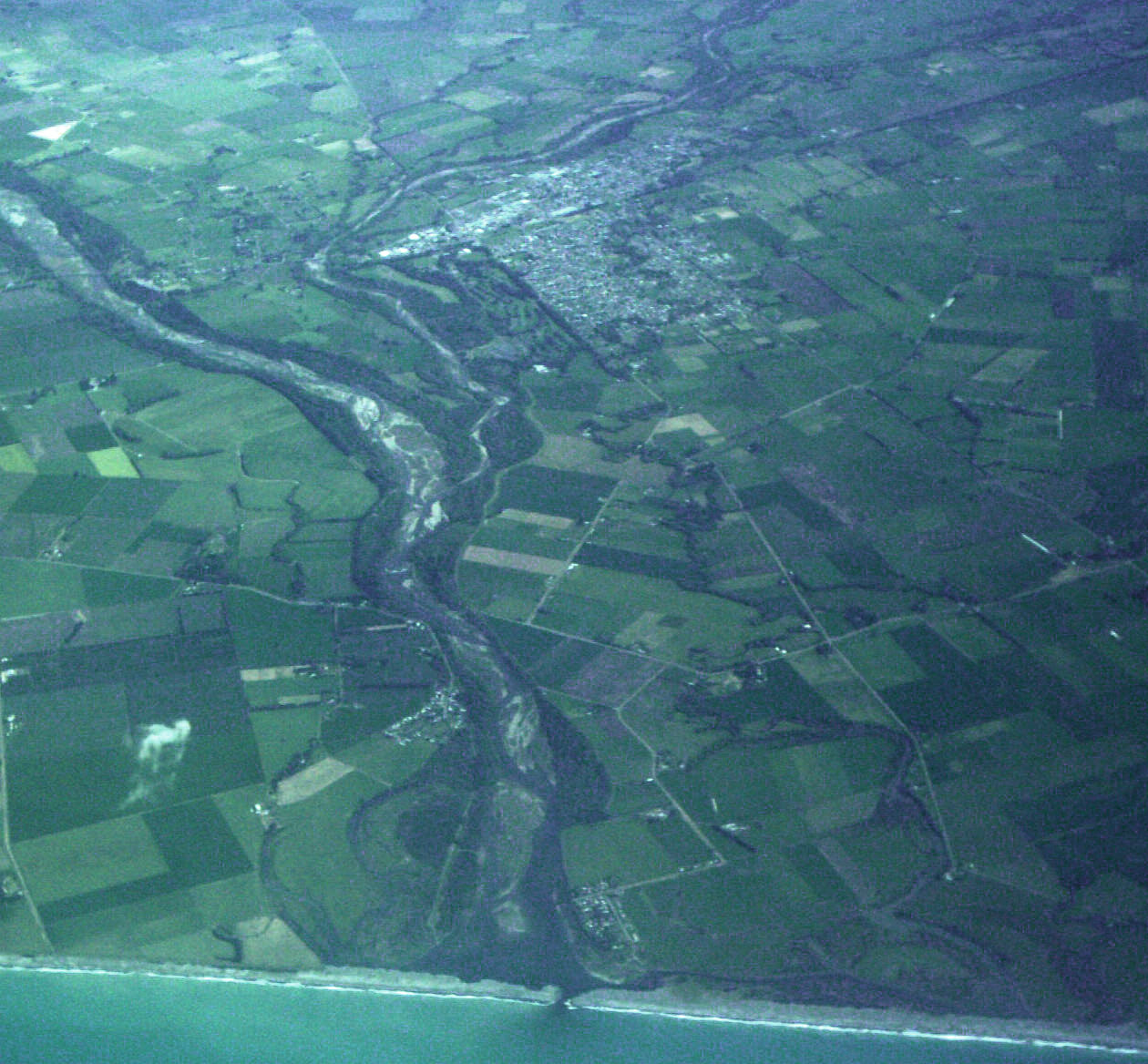
テムカ

## 出身人物
- リチャード・ピアース